# Angela (insecte)
Genre
Pour les articles homonymes, voir Angela.
Angela est un genre d'insectes de la famille des Mantidae (mantes), de la sous-famille des Angelinae.

## Systématique
Le genre Angela a été décrit par l'entomologiste  français Jean Guillaume Audinet Serville en 1839.

## Taxinomie
Liste des espèces
- Angela armata
- Angela brachyptera
- Angela championi
- Angela decolor
- Angela guianensis Rehn, 1906
- Angela inermis
- Angela lemoulti
- Angela maxima
- Angela minor
- Angela miranda
- Angela ornata
- Angela perpulchra
- Angela peruviana
- Angela purpurascens
- Angela quinquemaculata
- Angela saussurii
- Angela subhyalina
- Angela trifasciata
- Angela werneri

### Articles liés
- Angelinae
- Liste des genres et des espèces de mantes